# Хангильдин, Васих Хайдарович
 Васих (Васик) Хайдарович Хангильдин (12 мая 1907, Старые Санны, Уфимская губерния — 15 июня 1998, Уфа) — основатель селекционной науки в Башкортостане, почетный академик АН РБ (1992), доктор сельскохозяйственных наук (1974), профессор (1961), заслуженный деятель науки БАССР (1963), заслуженный агроном РСФСР (1957).

## Биография
Хангильдин Васих Хайдарович родился 12 мая 1907 года в деревне Старо-Санны Буздякской волости, ныне Благоварского района РБ.
В 1931 году окончил Саратовский сельскохозяйственный институт. После окончания института он работал на Чишминской селекционной станции — заведующим лабораторией (1939—1949), отделом (1949—1960). С 1961 г. он — директор Башкирского НИИ сельского хозяйства, одновременно первый заместитель министра сельского хозяйства БАССР; заведующий лабораторией Чишминского селекционного центра Башкирского НИИ земледелия и селекции полевых культур (1971—1993).

## Память
Имя В. Хингильдина увековечено мемориальной доской на здании института, открытой к 100-летнему юбилею ученого.
В 2010 году включен в Госреестр сорт неполегаемого гороха «Памяти Хангильдина», выведенный в Башкирском НИИ сельского хозяйства.

## Научная деятельность
Научные направления работы В. Хингильдина: селекция и семеноводство. Им выведен известный в стране высокоурожайный сорт масличного мака Чишминский 171; раннеспелые сорта кукурузы для возделывания на зерно — Чишминская 1, Чишминская 7, Чишминская 8 и на силос — Чишминская 3, гибриды Чишминский 24, Чишминский 26, более 20 сортов гороха, среди которых Чишминский ранний, Чишминский 210, Чишминский 229 и Чишминский 242.
В 1970—1993 годах под руководством В. Х. Хангильдина созданы высокоурожайные сорта гороха с неосыпающимися высокобелковыми семенами (Дола, Шихан, Чишминский 75, Чишминский 80, Чишминский 95). Созданы три сорта гороха кормового назначения — Мелкосемянный 2, Мелкосемянный 3 и Ирэндек, формирующие высокие урожаи зеленой массы и семян.

### Научные публикации
- Возделывание кукурузы в Башкирии. Уфа, 1954.
- Кукуруза. Уфа, 1958.
- Возделывание гороха по интенсивной технологии. Уфа, 1991.

## Награды и звания
- два ордена Трудового Красного Знамени (1957, 1966)
- орден Ленина (1971)
- орден Дружбы народов (1982)
- медали СССР
- Заслуженный агроном РСФСР (1957)
- Заслуженный деятель науки Башкирской АССР (1963).